# Pontala calpe
Pontala calpe är en fjärilsart som beskrevs av Felder 1874. Pontala calpe ingår i släktet Pontala och familjen tandspinnare. Inga underarter finns listade i Catalogue of Life.